# 迪士尼綫月票
迪士尼綫月票（英文：Disneyland Resort Line Monthly Ticket）是香港港鐵為香港迪士尼樂園全職員工而推出的優惠車票，為透過個人八達通而使用的月票。

## 用途
「迪士尼綫月票」是在購買時記錄在個人八達通上，憑該有記錄的八達通，可以在有效月份無限次乘搭港鐵(港島綫、南港島綫、荃灣綫、觀塘綫、將軍澳綫、東涌綫、迪士尼綫、東鐵綫普通等及屯馬綫來回迪士尼站。車票並不適用於乘搭輕鐵、港鐵巴士（新界西北）、港鐵接駁巴士、尖沙咀站／尖東站轉綫、及不涉及迪士尼站的港鐵車程。

## 注意事項
- 車票只限香港迪士尼樂園全職員工使用，港鐵或香港迪士尼樂園職員在售票時會按規定檢查相關全職員工證件及其個人八達通，而且在使用時如被檢票員發現以上使用資格問題，乘客會被視作無票乘車，並須繳交附加費。
- 於月票適用範圍內（往來迪士尼站的車程），因車程不屬於付費車程，乘客不可享有其他港鐵轉乘優惠、港鐵特惠站、即日第二程九折優惠／3%車費回贈優惠、及／或早晨折扣65折優惠[2]，亦不能享用輕鐵、港鐵巴士（新界西北）及港鐵接駁巴士的轉乘優惠。
- 乘客可以享用東鐵綫頭等服務，但須繳付頭等額外費[3]。
- 乘客如往返羅湖站、落馬洲站或馬場站，會被扣除八達通正價車費。因此乘客若須往／返馬場站，最好改為往／返火炭站再步行前往馬場站；而往／返羅湖或落馬洲站，最好先乘搭東鐵綫往／返上水站，出閘等後數分鐘再入站乘搭往／返羅湖或落馬洲站列車。
- 車票與各款全月通加強版不能同時加註在在同一張八達通內。
- 香港政府的交通費補貼計劃亦適用於迪士尼綫月票。

## 有效期
迪士尼綫月票有效期由每月1日至該月最後一日，發售日期通常為前一個月的最後7天至該月的首7天。

## 售價
「迪士尼綫月票」的售價為HK$590，迪士尼樂園行政大樓發售。

## 過去多年的售價
| 日期                          | 售價   |
| 2005年8月1日至2010年6月30日   | HK$490 |
| 2010年7月1日至2011年6月30日   | HK$495 |
| 2011年7月1日至2012年6月30日   | HK$500 |
| 2012年7月1日至2014年9月30日   | HK$520 |
| 2014年10月1日至2016年9月30日  | HK$540 |
| 2016年10月1日至2018年12月31日 | HK$560 |
| 2019年1月1日至2020年6月30日   | HK$575 |
| 2020年7月1日至2021年6月30日   | HK$475 |
| 2021年7月1日至2021年12月31日  | HK$525 |
| 2022年1月1日至2023年6月30日   | HK$575 |
| 2023年7月1日至今              | HK$590 |

## 歷史
- 2005年7月25日，地鐵（現港鐵）推出「迪士尼綫月票」，首個適用月份為2005年8月，售價為HK$490。此舉是為了方便香港迪士尼樂園全職員工利用迪士尼綫上下班之用。
- 2008年9月28日，為配合九龍塘站、美孚站及南昌站轉綫閘機陸續被拆除，「迪士尼綫月票」已擴展使用範圍至東鐵綫普通等[1]、馬鞍山綫及西鐵綫。
- 2009年8月16日，為配合九龍南綫啟用，「迪士尼綫月票」的頭等服務條款會略有修改。
- 2010年6月24日，由當日起購買或續購「迪士尼綫月票」調整售價，由HK$490調整至HK$495。
- 2011年6月24日，由當日起購買或續購「迪士尼綫月票」調整售價，由HK$495調整至HK$500。
- 2012年6月24日，由當日起購買或續購「迪士尼綫月票」調整售價，由HK$500調整至HK$520。在2012年7月至12月期間，乘客每次購買本月票，可額外獲贈HK$20港鐵站商店購物現金券一張。
- 2014年9月24日，由當日起購買或續購「迪士尼綫月票」調整售價，由HK$520調整至HK$540。
- 2016年9月24日，由當日起購買或續購「迪士尼綫月票」調整售價，由HK$540調整至HK$560。
- 2018年12月25日，由當日起購買或續購「迪士尼綫月票」調整售價，由HK$560調整至HK$575。
- 2020年6月24日：因應2019冠狀病毒病疫情，由當日起購買或續購「迪士尼綫月票」售價可節省HK$100（即HK$475），為期6個月。
- 2022年5月15日，為配合東鐵綫延長至金鐘，「迪士尼綫月票」的頭等服務條款會略有修改。
- 2023年6月24日，由當日起購買或續購「迪士尼綫月票」調整售價，由HK$575調整至HK$590。

## 註解及參考資料
1. 1 2  羅湖站、落馬洲站及馬場站除外
2. ↑  包括已繳付東鐵綫頭等額外費的乘客
3. ↑  相等於該程東鐵綫八達通普通等車費；若該程不涉及東鐵綫，但曾使用已獲「頭等確認」的八達通乘車，其「頭等額外費」則相等於東鐵綫車程的八達通普通等最低車費。